# Manga, Burkina Faso
Manga là một tổng thuộc  Zoundwéogo (tỉnh) ở miền trung Burkina Faso. Thủ phủ là thị xã Manga. Dân số năm 2006 là 32.033 người.

## Các thị xã và làng xã
Basgana, Ganwoko, Gastoèga, Kira, Larga, Léongo, Mokin, Nassamba, Pouswoko, Sakuilga, Toula, Zamcé và Zaptenga 1.